# Ангар

Схема ангара для пасажирського літака

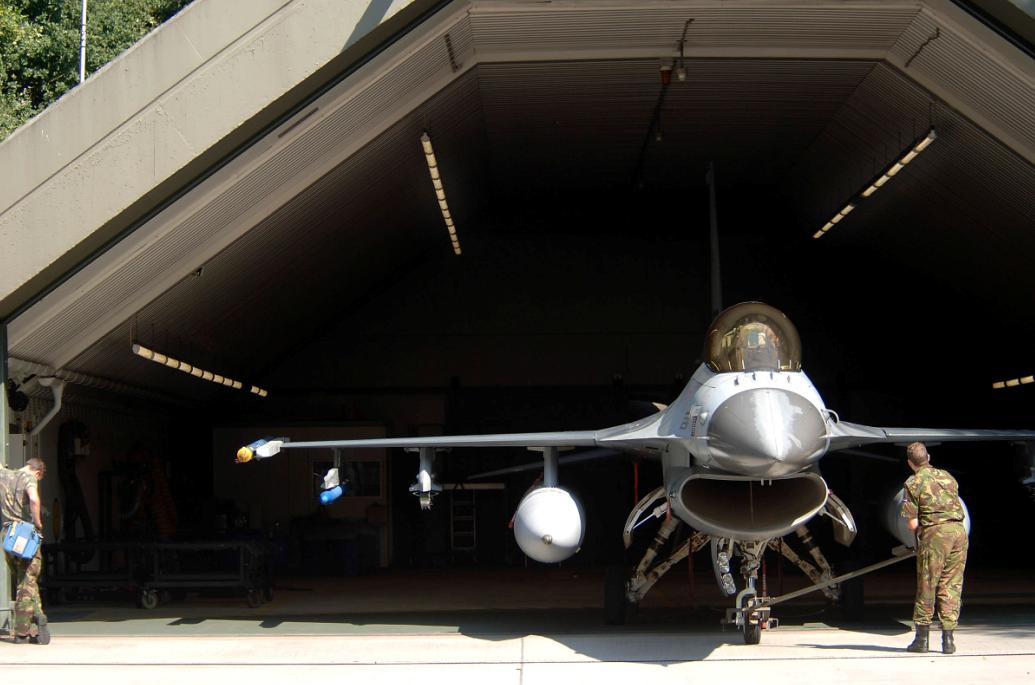
Винищувач F-16 в ангарі

Анга́р (фр. hangar — навіс) — споруда для зберігання, експлуатаційного обслуговування і поточного ремонту літаків, гідролітаків та вертольотів.

## Види
Ангари бувають наземні, підземні і плавучі.
Залежно від характеру використання А. можуть бути постійними (з металу і залізобетону), тимчасовими (з дерева) або збірно-розбірними (з сталі чи легких сплавів).
Постійні ангари здебільшого мають розташовані в прибудовах майстерні для ремонту літаків.

## Архітектоніка
Тримальні конструкції ангари бувають арочні, склепінчасті, склепінчасто-оболонкові і рамні.
Конструктивно-архітектурні рішення звичайно відзначаються мінімальною кількістю підпор.
Ворота ангарів великих розмірів, що можуть відчинятися в горизонтальному або вертикальному напрямах.